# Палтото
„Палтото” (срп. Капут) је југословенски и македонски ТВ филм из 1972. године. Режирао га је Душко Наумовски а сценарио је написао Петар Костов.

## Улоге
| Глумац           | Улога |
| ---------------- | ----- |
| Петре Прличко    |       |
| Петар Стојковски |       |